# علم الاجتماع الإعلامي
علم الاجتماع الإعلامي هو فرع من فروع علم الاجتماع يهتم بدراسة العلاقة بين وسائل الإعلام والمجتمع. وتختلف طبيعة هذه العلاقة باختلاف المجتمعات. ويُعتبر علم الاجتماع الإعلامي حديثًا مقارنة بعلم الاجتماع، ويُلاحظ أنه ليس مستقلاً بذاته، بل هناك فروع أخرى ساهمت في إثرائه.

## النشأة
خلال فترة الأربعينات وبداية الخمسينيات من القرن العشرين، ازدهرت وسائل الإعلام والاتصال بفضل مدرسة كولومبيا التي وضعت الأسس لعلم الاجتماع الإعلامي، والذي تطور وانتشر بفضل فينيس ولآزار سفيلد وغيرهم.
وانتشرت بعدها إسهامات علم الاجتماع الإعلامي، في كل من النمسا، وألمانيا، وبريطانيا، خصوصا في فترة القرن العشرين، حيث تميزت هذه الفترة بموجة من التغيرات، والتطورات، من بينها التنوع في وسائل الاتصال الجماهيرية كالتلفاز، والراديو، والصحافة وغيرها، وهذا ما أدى إلى بروز مفاهيم ومصطلحات ناتجة عن عملية تفاعل المجتمع بهذه الوسائل الإعلامية، ولكن هناك نوع من التمايز الثقافي والأيديولوجي لكل مجتمع.
إن الثورات الضخمة التي شهدها القرن 20 في مجالات عديدة منها الصناعة التقنية، والإعلام الآلي، تركت بصماتها، وآثارها في المجتمع والأفراد في العلاقات الاجتماعية، مما أدى إلى ظهور فروع جديدة من علم الاجتماع (علم الاجتماع الإعلامي)، وبفضل هذه العمليات الإعلامية التي تجري في المجتمع؛ اكتسب الناس ثقافة معينة.
وقد مر علم الاجتماع الإعلامي بثلاثة مراحل أساسية وهي:
1. مرحلة انتشار البث الإذاعي: وكانت خلال الفترة الأولى من القرن 20 حتى 1927، وخلالها كانت الدراسات الاجتماعية الإعلامية، وخصوصا قبل الحرب العالمية، وقد استخدم البث الإذاعي في تلك الفترة لأغراض سياسية.
2. مرحلة النضج في البث الإذاعي: التي تشمل الفترة الواقعة بين 1927-1940، حيث أصبح جمهور الإذاعة كبيرا ولم يعد مقتصرا على الهواة في بث الأخبار والموسيقى، وأصبح الراديو في الوقت نفسه أداة الإعلام والدعاية السياسية وقد جاءت الحرب العالمية الثانية واستخدمت الإذاعة فيها على نطاق واسع مما أدى في هذه المرحلة إلى دراسات وأبحاث اجتماعية إعلامية.
3. المرحلة الأخيرة: بدأت بعد انتهاء الحرب العالمية الثانية، وتتصف بإشباع الجمهور الإذاعي وتحسن البرامج كما تتصف بظهور منافس قوي وجذاب وهو التلفزيون.

## المفاهيم الأساسية
يتضمن علم اجتماع الإعلام العديد من المفاهيم العلمية التي قد يبدو ظاهرياً وجود نوع من التشابه بينها في المعنى، ولكنها تختلف عن بعضها البعض كما سنرى فيما بعد، ويعد تحديد المفاهيم العلمية من الخطوات المهمة في البحث العلمي نظراً لأن المفهوم يعد اللبنة الأولى في بناء النظرية العلمية وتتمثل أهم المفاهيم العلمية في علم اجتماع الإعلام فيما يلي:
1. مفهوم الإعلام.
2. مفهوم الاتصال.
3. مفهوم الإعلان.
4. مفهوم الرأي العام.

### مفهوم الإعلام
يعد مفهوم الإعلام من المفاهيم الحديثة والمهمة في نفس الوقت ويشير مفهوم الإعلام إلى عملية الحصول على المعلومات من مصادرها المختلفة من خلال التواجد السريع في مكان الحدث، والحصول على المعلومات بصورة متعمقة، ثم نقل هذه المعلومات إلى الآخرين من خلال الوسائل المتعددة وبالطريقة المناسبة.
- يشير مفهوم الإعلام إلى منهج وعملية تهدف إلى التثقيف، والإحاطة بالمعلومات التي تنساب إلى عقول الأفراد ووجدانهم فترفع من مستواهم الفكري، وتدفعهم إلي العمل من أجل المصلحة العامة، وتخلق مناخاً صحياً يُمكن الأفراد من الانسجام والتكيف.
- يتضح من التعريف السابق للإعلام، أن الإعلام يتضمن:

1. التثقيف.
2. نقل المعلومات.
3. نقل الأخبار والأحداث.
4. تشكيل الرأي العام.
5. التوجيه لتحقيق مصلحة المجتمع.

- الإعلام والتعليم: هناك عدة فروق بين الإعلام والتعليم، وتتمثل تلك الفروق فيما يلي:

1. الوظيفة الأساسية للتعليم: هي استمرار التراث العلمي والأدبي من خلال تقديمه للأجيال بصورة منظمة ومن خلال مؤسسات راسخة عبر سنوات طويلة.
2. يقدم التعليم معلومات ثابتة وحقائق مؤكدة.
3. يهتم الإعلام في أغلب الأحوال بقضايا الساعة.
4. يهتم الإعلام بالمشكلات التي تحتمل تعدد وجهات النظر.
5. كلاً من التعليم، والإعلام، يتكاملان في تحقيق التغير الاجتماعي.

### مفهوم الاتصال
يشير مفهوم الاتصال (communication) إلى عملية انتقال المعلومات والأفكار، والاتجاهات، والعواطف من شخص أو جماعة إلى شخص أو جماعة أخرى من خلال الرموز، الاتصال الفعال هو الاتصال الذي يصل من خلاله المعنى الذي يقصده المرسل بالفعل إلى المستقبل، الاتصال الإنساني هو عملية إنسانية ترتكز على التفاعل بين الأفراد والجماعات من خلال بناء رمزي، وأساس الاتصال هو التفاعل الرمزي بين البشر، وتمثل اللغة المحور الأساسي للاتصال الإنساني.

### مفهوم الدعاية
عُرفت الدعاية (Propaganda) منذ آلاف السنين، فقد عرفها الفراعنة، والقياصرة، واعتمدوا على الدعاية في دعم قوتهم، احتل مفهوم الدعاية مكاناً بارزاً في دراسات الإعلام والاتصال وقد حظي باهتمام واضح من جانب الباحثين منذ الحرب العالمية الأولى حيث لعبت الدعاية دوراً بارزاً في هذه الحرب، يشير مفهوم الدعاية إلى محاولة التأثير في الأفراد والسيطرة عليهم لأغراض محددة في مجتمع معين، وفي زمن معين. والدعاية هي مجموعة من الأساليب الفنية والطرق المستخدمة في التأثير على اتجاهات وأراء وأفكار وسلوك الناس من خلال الرموز والكلمات، والدعاية هي طريقة لتوجيه سلوك الناس حينما تكون هناك مسائل أو موضوعات متعارضة أو محل خلاف الدعاية والإعلان، الإعلان يهدف إلى التأثير في الجماهير وجذبهم نحو سلعة أو خدمة معينة بهدف الترويج لتلك السلعة أو الخدمة، فهو السبيل للتسويق ورفع المبيعات، والإيحاء هو العنصر الأساسي في الإعلان، فنادراً ما يخاطب المعلن فكر الإنسان وعقله، وإنما يتوجه نحو الغرائز والانفعالات والعواطف، ويسعى إلى إبراز المغريات للمستهلكين ويهدف الإعلان إلى الترويج والتسويق للسلع والمنتجات وهو هدف تجاري.

### الرأي العام
بالرغم من أن ظاهرة الرأي العام Public Opinion ليست ظاهرة حديثة، وإنما هي ظاهرة قديمة وجدت منذ أن وجد الإنسان في مجتمع منظم، إلا أن دراسة الرأي العام كظاهرة اجتماعية، لم تتبلور إلا خلال النصف الثاني من القرن العشرين. يمكن تعريف الرأي العام بأنه مجموع الآراء السائدة في المجتمع، وتكون صادرة عن اتفاق متبادل بين غالبية أفراد المجتمع.

## نظرية التأثير الإعلامي
يقصد بالتأثير الإعلامي، أن تجعل الآخرين يطيعونك، أو يذعنون لك، أو ببساطة إيجاد نوع من التشابه في الفكر، والسلوك، بين المرسل والمستقبل.
ويختلف التأثير، عن التعليم، والفهم، واكتساب المعلومات، والتفاعل، وجذب الاهتمام، لكنه قد يكون كل هذه الأشياء، وحتى الآن لا يوجد فهم كامل لعملية التأثير الإعلامي، ولا توجد نظرية تقدم تحليلاً كاملاً لتأثيرات الاتصال، ولا يزال الجدل قائمًا بين الباحثين حول تأثير الإعلام في الحياة المعاصرة، وللتأثير الإعلامي عدة أشكال:
1. تغييرات في معلومات متلقي الجمهور، أي الزيادة في رصيد المعلومات والتي يحصل عليها نتيجة عملية الاتصال.
2. تغييرات في اتجاهات المتلقي، أو سلوكه الكامن.
3. تغييرات في السلوك العلني، أو الفعلي للمتلقي، مثل شرائه منتجًا معينًا، أو الالتزام بقواعد المرور أو تناول الغذاء الصحي.